# Guimaraesiella (Cicchinella) hannesundinae
Guimaraesiella (Cicchinella) hannesundinae is een luizensoort uit de familie Philopteridae. De wetenschappelijke naam van de soort is voor het eerst geldig gepubliceerd in 2019 door Gustafsson, Clayton en Bush.